# Frédéric Vitoux (Schriftsteller)

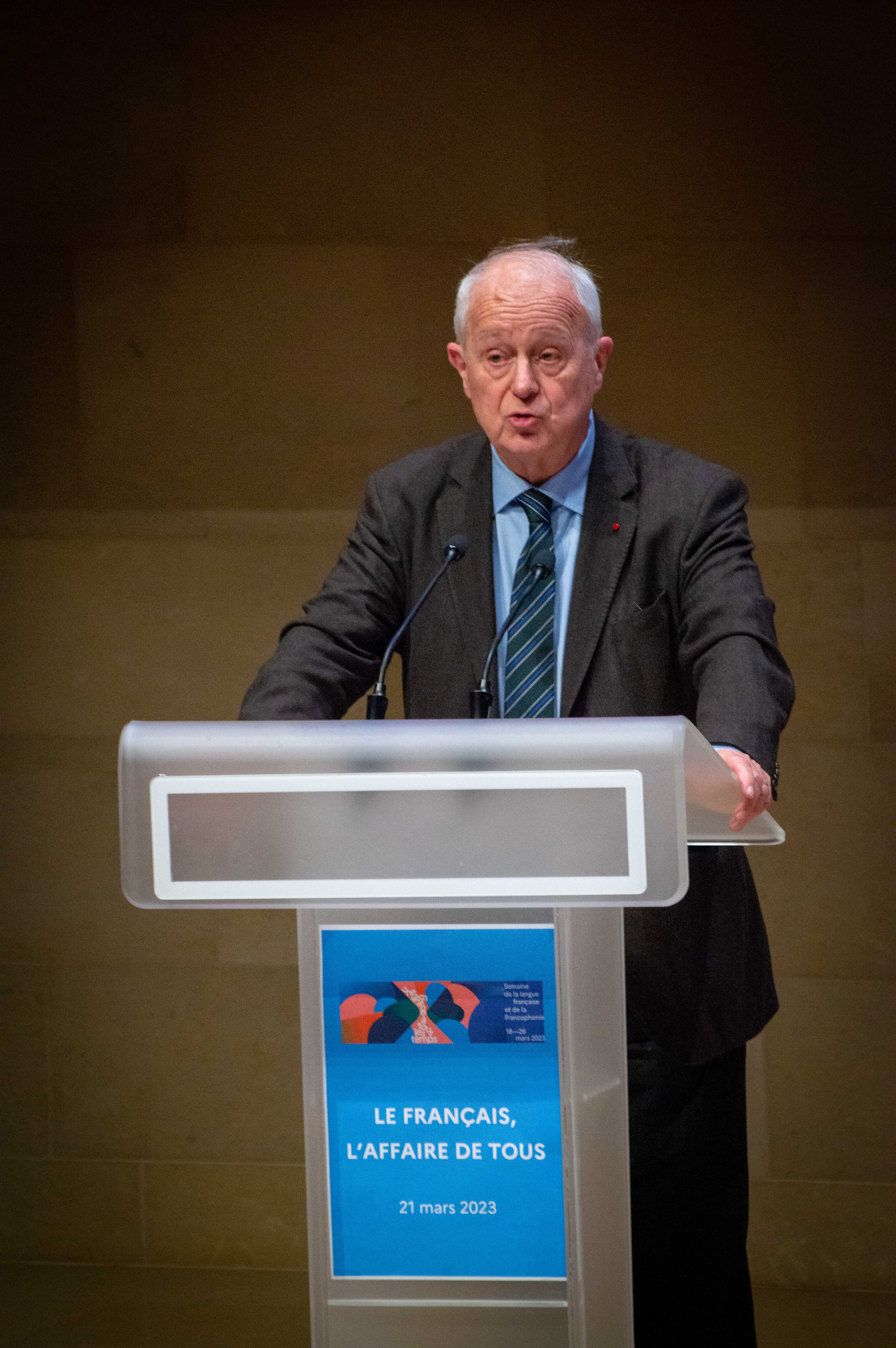
Frédéric Vitoux, 2023

Frédéric Vitoux (* 19. August 1944 in Vitry-aux-Loges, Loiret) ist ein französischer Schriftsteller und Literaturkritiker, der insbesondere durch seine Romane, Biografien, Literatur- und Filmkritiken bekannt wurde. In vielen seiner Werke spielt seine Begeisterung für Italien und für das Ende des 18. Jahrhunderts/Anfang des 19. Jahrhunderts eine große Rolle (L´art de vivre à Venise, Charles et Camille, La comédie de Terracina, Le roman de Figaro). Seine Liebe zu Katzen hat in Bébert, le chat de Louis-Ferdinand Céline, Un amour de chat, Petit dictionnaire amoureux des chats ihren literarischen Niederschlag gefunden.

## Biographie
Frédéric Vitoux ist der Sohn von Marguerite Denoyer und Pierre Vitoux, der Journalist des Petit Parisien war. Er wurde in einem kleinen Ort im Département Loiret zur Zeit der Befreiung geboren, als die Soldaten der Wehrmacht abzogen und die Truppen der Alliierten ankamen. Einige Tage nach seiner Geburt zog seine Mutter mit ihm nach Paris, wo sie im Hôtel Lambert, einem barocken Palais auf der Île Saint-Louis, eine Wohnung nahm. Seinen Vater lernte Frédéric Vitoux erst im Alter von 4 Jahren kennen. Er sah das Kind kurz nach der Geburt, wurde aber wegen Kollaboration bald gefangen genommen (er erzählt die Geschichte in seinem Roman L´Ami de mon père).
Frédéric Vitoux besuchte in Paris die Massillon-Schule, später das Lycée Charlemagne in Paris. Mit einem Lehrschwerpunkt in Mathematik während der Schulzeit bereitet er sich nach dem Abitur/der Matura auf die Aufnahme am IDHEC (Institut des hautes études cinématographiques = Studium der Filmwissenschaften) vor. Später wendet er sich dem Literaturstudium an der Sorbonne zu: er schließt es 1972 mit Doktorat ab. Seine Dissertation widmete er Louis-Ferdinand Céline, die in umgestalteter Form sein erster Buchtitel wird.

## Privatleben
Frédéric Vitoux hat eine Schwester und einen Bruder. 1968 heiratete er Nicole Chardaire (geb. 1937), die auf der Île St Louis eine kleine Buchhandlung hatte. Die Buchhandlung und das Leben auf der Insel/den Inseln St Louis spielen in dem 1981 veröffentlichten Buch Mes Îles St Louis eine Hauptrolle. Die Familie von Frédéric Vitoux, einschließlich seiner Person und seiner Ehefrau, wohnt seit Generationen auf dieser Binneninsel in der Seine, auf der sich auch die namengebende Chapelle St Louis, besser als Ste Chapelle bekannt, befindet.
Am 13. Dezember 2001 wurde er als Nachfolger von Jacques Laurent auf den Fauteuil 15 der Académie Française gewählt.

## Werke
- 1973: Louis-Ferdinand Céline, misère et parole (Gallimard)
- 1973: Cartes postales (Gallimard)
- 1976: Les cercles de l'orage (Grasset)
- 1976: Bébert, le chat de Louis-Ferdinand Céline (Grasset)
- 1978: Yedda jusqu'à la fin (Grasset)
- 1978: Céline (Belfond)
- 1979: Un amour de chat (Balland)
- 1981: Mes îles Saint-Louis (Le Chêne)
- 1982: Gioacchino Rossini (Le Seuil)
- 1983: Fin de saison au Palazzo Pedrotti (Le Seuil)
- 1985: La Nartelle (Le Seuil)
- 1986: Il me semble désormais que Roger est en Italie (Actes-Sud)
- 1987: Riviera (Le Seuil)
- 1988: La vie de Céline (Grasset)
- 1990: Sérénissime (Le Seuil)
- 1990: L'art de vivre à Venise (Flammarion)
- 1992: Charles et Camille (Le Seuil)
- 1993: Paris vu du Louvre (A. Biro)
- 1994: La comédie de Terracina (Le Seuil)
- 1996: Deux femmes (Le Seuil)
- 1998: Esther et le diplomate (Le Seuil)
- 2000: L'ami de mon père (Le Seuil)
- 2001: Le Var pluriel et singulier (Équinoxe)
- 2003: Des dahlias rouge et mauve (Le Seuil)
- 2004: Villa Sémiramis (Le Seuil)
- 2005: Le roman de Figaro (Fayard)
- 2006: Un film avec elle (Fayard)

## Filmographie
Drehbuch
- 2000: Das Findelkind
- 2002: Robinson Crusoe (L’île de Robinson) – auch Regie

Literarische Vorlage
- 1998: Die süße Kunst des Müßiggangs (Dolce far niente)

## Auszeichnungen
- 1988: Prix Goncourt/Biografie für La vie de Céline
- Offizier des Ordre des Arts et des Lettres
- 2003: Komtur des Verdienstordens der Italienischen Republik
- 2014: Benennung eines Asteroiden nach Frédéric Vitoux: (20044) Vitoux